# Bəxtiyar Musaev
Bəxtiyar Musaev (4 agosto 1973) è un ex calciatore azero, di ruolo centrocampista.

## Carriera

### Club
Dopo aver giocato nella terza serie del campionato sovietico, gioca col Terek Grozny nella seconda serie del neonato campionato russo per chiudere la carriera giocando diversi anni nella massima serie azera.

### Nazionale
Debutta nel 1997 con la Nazionale azera, giocando 18 partite fino al 2001.